# Sövényszulák
A sövényszulák (Calystegia sepium) a szulákfélék családjába tartozó, lágy szárú növény.

## Megjelenése, felépítése
Liántermészetű kúszónövény, ami 2-4, néha 5 méter magasan kúszik fel más növényekre, az óramutató járásával ellentétesen csavarodva.
Gyöktörzse gyöngyfüzér alakú.
Tojásdad leveleinek válla mélyen szíves és szögletes, nyílhegyhez hasonló.
A szulákfélékre jellemzően forrt szirmú, fehér virágainak átmérője a vízellátástól függően 4–8 cm. Csészéjét két előlevél takarja el.
Termése tok.

## Életmódja, termőhelye
Évelő. Folyóparti erdőkben, nádasokban, ártéri réteken gyakori. Ahol tömegesen nő a galériaerdőkben, azokat szinte járhatatlanná teszi. Virágai folyamatosan nőnek, illetve nyílnak.

## Felhasználása
Elhúzódó virágzása miatt kertekbe is ültethető; a nedves talajú kertekben olykor magától is megtelepszik.

## Hasonló növények
A Calystegia pubescens virága teltebb, rózsás árnyalatú. Nedves helyeken jól felfuttatható dísznövény.

## Képek

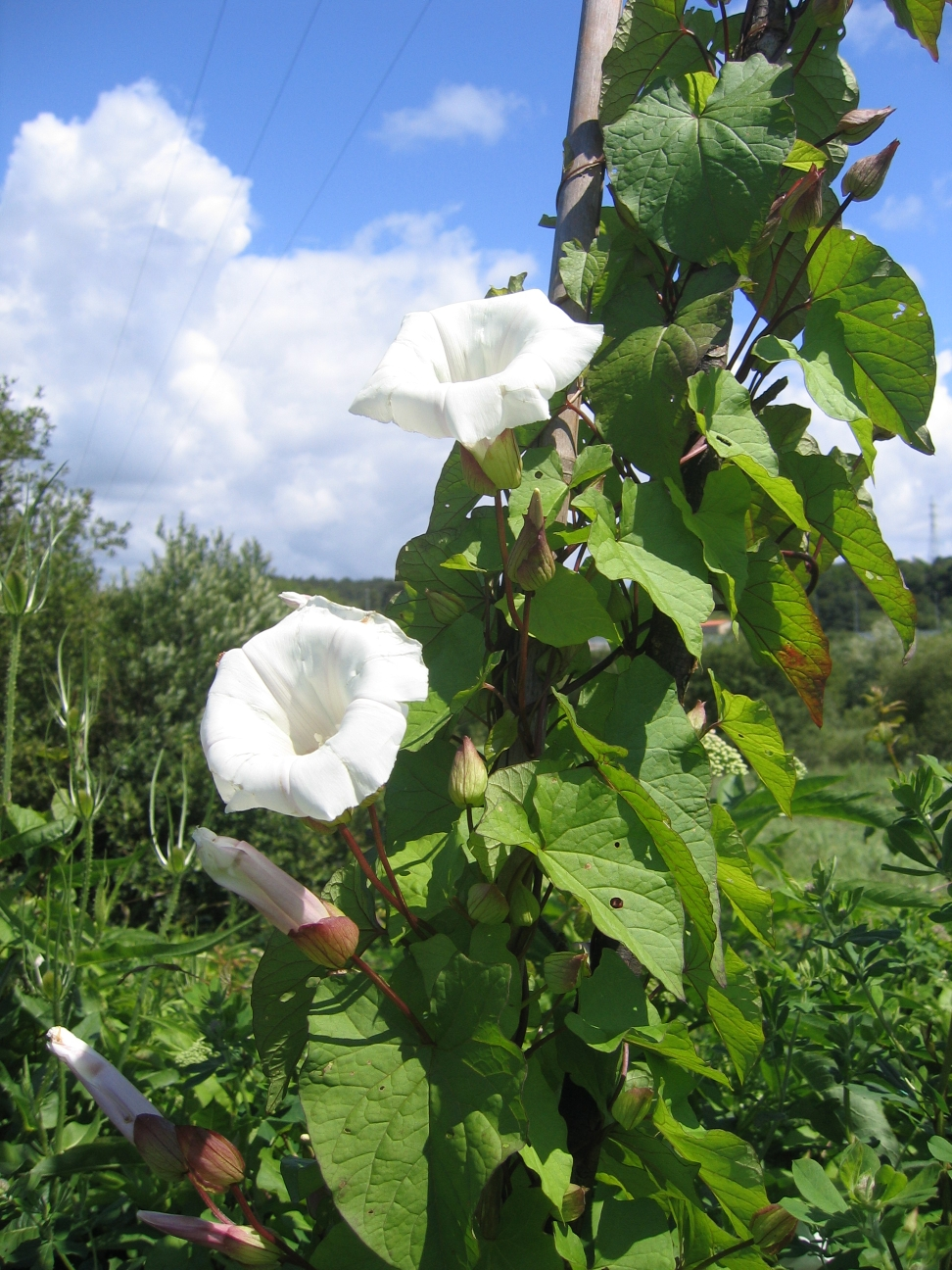
Sövényszulák
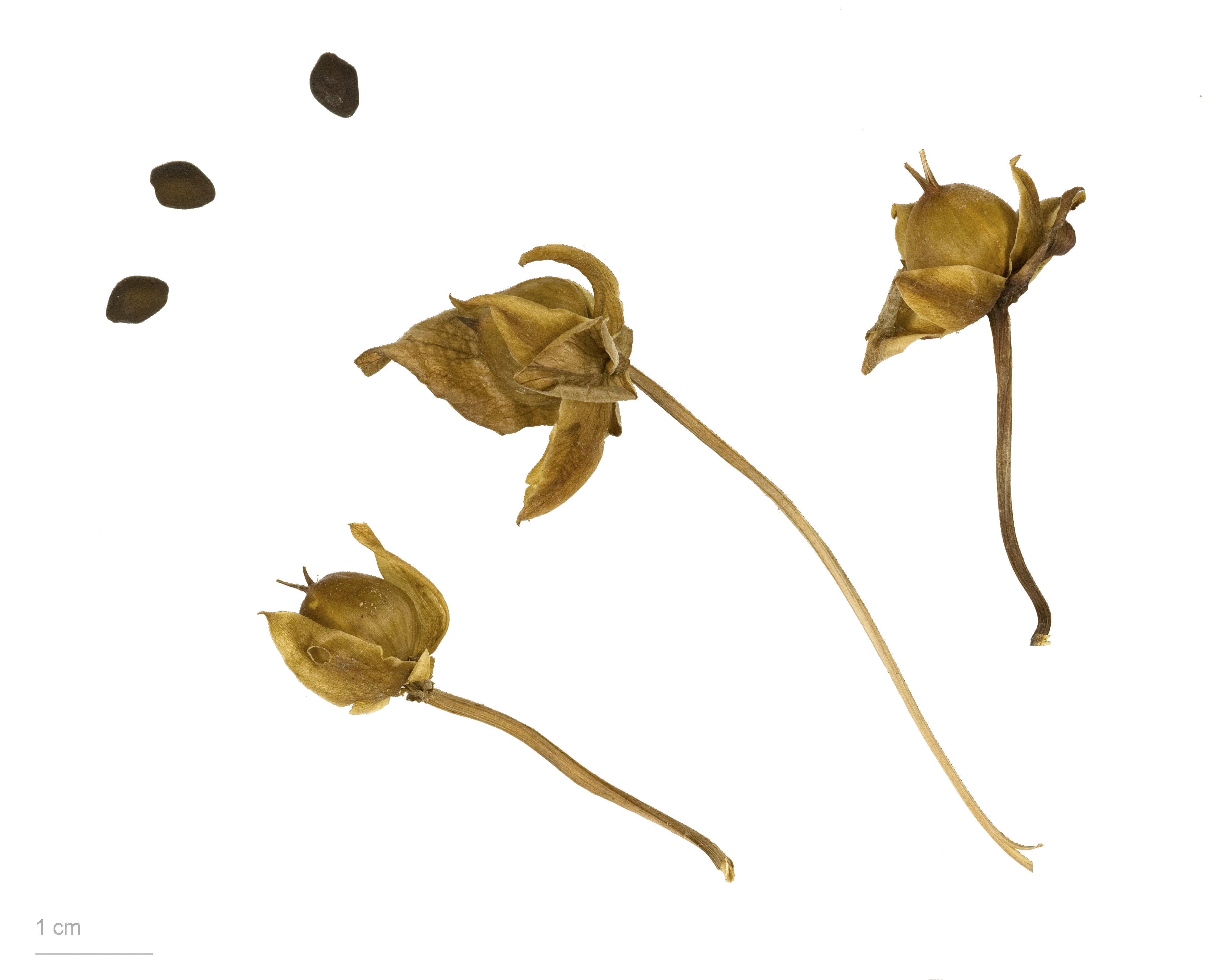